# 張復建
張復建（1949年11月13日—），本名張建陵，台灣男演員。初為武生；畢業於復興劇藝實驗學校，依照當時復興劇校的字序論屆排行－「復興中華傳統文化，發揚民族倫理道德，大漢天聲遠播寰宇，河山重光日月輝煌」，張乃第一屆畢業生（曾參與雲門舞集演出、今當代傳奇劇場藝術總監吳興國為第二屆）。與秦祥林、香港著名演員劉江及張翼為同屆同學。

## 演出作品

### 電影
- 1977年：《鄉野奇談》
- 1978年：《鳳指神腿天佛掌》
- 1978年：《南俠展昭》
- 1978年：《七俠八義》飾演：乾昭堂
- 1978年：《大鷹王》飾演：石鷹
- 1978年：《鯉魚躍龍門》
- 1979年：《冷刀染紅英雄血/又名：江湖一盞燈》飾演：捕頭-蕭云亭
- 1979年：《孫臏下山斗龐涓》飾演：二徒弟
- 1979年：《茅山道人》飾演：劉逢
- 1979年：《一劍刺向太陽》飾演：鐵銀衣
- 1980年：《天狼星》
- 1980年：《孤獨名劍》
- 1980年：《浪子的眼淚》
- 1980年：《癲螳螂》飾演：學弟
- 1980年：《靈犬八大俠/又名：玲瓏佩珠八俠傳》
- 1981年：《少林寺傳奇》
- 1982年：《九月鷹飛》
- 1982年：《神雕英雄》飾演：無極
- 1982年：《血旗變》飾演：羽飄
- 1983年：《玉劍留香》
- 1983年：《出外人》飾演：盧日春
- 1983年：《風鈴中的刀聲》飾演：韋好客
- 1984年：《九子天魔》飾演：地底阿修羅魔宮主
- 1984年：《蝶殺》
- 1985年：《媽祖救世》
- 1986年：《國父孫中山與開國英雄》飾演：陸榮廷
- 1987年：《槍下留人》
- 1987年：《新桃太郎》飾演：桃父
- 1988年：《再給我一次機會》
- 1988年：《大盜李師科》
- 1989年：《勢不兩立》
- 1989年：《黑皮鞋與白布鞋》
- 1989年：《霹靂警花》
- 1989年：《晚春情事》飾演：張少爺
- 1989年：《蝶殺》飾演：教授
- 1990年：《陰陽路》
- 1990年：《兄弟珍重》飾演：王炳輝
- 1990年：《冰冷的太陽》
- 1990年：《好小子之打通關》飾演：段老虎
- 1990年：《明月幾時圓》
- 1992年：《戰龍計畫》
- 1993年：《將邪神劍》飾演：歐冶子
- 1993年：《在那遙遠的地方》飾演：江父
- 1999年：《小卒戰將》飾演： 宋父
- 2003年：《阿公的家/又名：愛你在心口難開》飾演：阿公長山
- 2007年：《斗陣來發財》
- 2009年：《練·戀·舞》飾演：丁哥

### 電視劇
- 華視
  - 1982年12月11日～1983年4月2日《小李飛刀》飾 上官金虹（合演：衛子云、周雅芳、張振寰等）
  - 1983年2月《龍鳳呈祥》飾 范陽（合演：陳麗麗、李陸齡、于珊等）
  - 1983年5月23日～7月1日《玉女神笛》飾 郭北（合演：陳麗麗、關聰、趙永馨等）
  - 1983年6月4日～1985年5月25日《中國神話故事》（合演：金超群、衛子云、楊懷民等）
  - 1983年11月7日～12月16日《煙雨江南》飾 韋長江（合演：陳麗麗、關聰、張瓊姿等）
  - 1983年12月3日～1984年3月31日《五路福星》飾 南宮杰（合演：衛子云、周雅芳等）
  - 1983年12月9日～1984年3月2日《江南游龍》飾 喬松（合演：陳麗麗、顧寶明、趙永馨等）
  - 1983年《紅樓夢》飾 賈政（合演：李陸齡、趙永馨、陳琪等）
  - 1984年4月30日《天蠶再變》飾 徐廷封（合演：顧冠忠、曾亞君、張振寰等）
  - 1984年 金玉劇坊 《順治帝與董小宛》飾洪承疇
  - 1984年 金玉劇坊 《王魁與桂英》飾王魁
  - 1984年 金玉劇坊 《武松與潘金蓮》飾武松
  - 1984年9月29日《鐵劍蘭花鷹》飾 「鷹王」魏世魁（合演：傅娟、楊光友、葉飛、金超群、范鴻軒等）
  - 1985年3月《大地春雷》飾 何震風（合演：張振寰、李亞明、許佩容等）
  - 1985年5月1日～6月11日《俠客行》飾 謝煙客（合演：莫少聰、趙永馨、龍隆等）
  - 1985年《生死門》飾 常昱春（合演：張振寰、藍文青等）
  - 1985年11月19日《七海游龍》飾 上官不孤（合演：汪禹、夏玲玲、龍隆等）
  - 1986年2月20日～4月2日《楊貴妃》飾 安祿山（合演：馮寶寶、宗華、金超群等）
  - 1986年5月《聖劍飛鷹》飾 冷云子（合演：劉雪華、李亞明、官晶華等）
  - 1986年6月22日～8月10日《一線雙星》飾 李靖（合演：徐亨、翟玉娘、楊光友等）
  - 1986年7月《少林弟子》（合演：劉家輝、官晶華、李麗麗等）
  - 1987年6月29日～8月21日《西施》飾 夫差（合演：馮寶寶、范鴻軒、金超群等）
  - 1987年10月6日～12月1日 歌仔戲《紅塵客》飾 李昆侖（合演：葉青、狄鶯等）
  - 1987年11月《圓環兄弟情》飾 郭炳南（合演：莫少聰、沈雁、徐明等）
  - 1988年5月《冰點》飾 賴祖浩（合演：傅娟、谷音、金超群等）
  - 1988年11月《八千里路雲和月》飾 金兀術（合演：何家勁、金超群、范鴻軒、龍隆等）
  - 1988年12月《孤星淚-愛的故事》（合演：俞小凡、勾峰等）
  - 1989年4月10月～5月19日《不了情》飾 高裕平（合演：何家勁、林翠、金素梅等）
  - 1989年《一門英烈穆桂英》飾 楊業
  - 1989年11月《紅塵有愛》飾 唐天鵬（合演：劉瑞琪、徐貴櫻、何家勁等）
  - 1990年10月16日《幾度春風幾度霜》飾 余啟富（合演：劉雪華、歐陽龍、顧冠忠等）
  - 1990年12月11日～1991年3月1日《愛》飾 金克峰（合演：劉德凱、金素梅、張瓊姿等）
  - 1991年6月《朋友好久不見》飾 何父（合演：夏玲玲、鄒琳琳、倪齊民等）
  - 1991年12月5日～1992年1月13日《草地狀元》飾 莊四海（合演：石英、席曼寧、金城武等）
  - 1992年4月《意難忘》飾 朱世強（合演：俞小凡、任賢齊、范鴻軒等）
  - 1992年6月22日～1996年3月18日《劉伯溫傳奇》飾 劉伯溫（合演：楊仲恩、游安順、王美雪、王思懿、焦恩俊、龍隆等）
  - 1993年《大地勇士》飾 李巧雲父（合演：李興文、林美貞、李國超等）
  - 1993年《包青天之秋娘》飾 黃大虎（合演：劉雪華、楊懷民、金超群等）

- - 1993年《包青天之三擊鼓》飾 耶律洪（合演：劉雪華、趙樹海、蕭大陸等）

- - 1993年《包青天之鴛鴦蝴蝶夢》飾 桑博（合演：邱于庭、金超群、范鴻軒、何家勁等）
  - 1993年《包青天之血云幡傳奇》飾 祝大盟（合演：金超群、范鴻軒、何家勁等）
  - 1993年《包青天之狄青》狄青（合演：尹寶蓮、龍隆、金超群、范鴻軒等)
  - 1993年《包青天之畫中話》飾 段平（合演：勾峰、金超群、范鴻軒、何家勁等）
  - 1994年1月《包青天之乞丐王孫》飾 宋真宗（合演：龍隆、王思懿等）
  - 1994年《霸王花》飾 伍俊意（合演：林瑞陽、李賽鳳、狄鶯等）
  - 1994年6月1日《七俠五義》飾 包拯-包青天（合演：鄧安寧、焦恩俊、孫興、龍隆等）
  - 1994年《鳳子龍孫》（合演：王美雪等）
  - 1996年《三國英雄傳之關公》飾 劉備（合演：勾峰、崔浩然、龍隆等）
  - 1996年《傳奇乞丐皇帝》飾 劉伯溫（合演：何家勁、楊麗菁、李志希等）
  - 1997年5月7日《施公奇案之燒餅皇帝芝麻官》飾 牛布衣/順治帝（合演：廖峻、邰智源、崔浩然、焦恩俊等）
  - 1998年《西門無恨之無恨淚》飾 麻十三（合演：楊鈞鈞、焦恩俊、劉德凱等）
  - 1999年4月16日～6月8日《土地公傳奇之雙龍奪珠》飾 閻兆良（合演：邱心志、黃少祺、楊懷民等）
  - 1999年6月9日～6月18日《土地公傳奇之天生一對》飾 包拯-包青天（合演：陳亞蘭、陳昭榮、蔡燦得等）
  - 1999年7月15日～8月2日《土地公傳奇之將軍之愛》飾 門晉康（合演：龔慈恩、黃少祺、張鳳書等）
  - 2000年2月《吉祥如意年年來》飾 乾隆帝（合演：廖峻、方芳等）
  - 2000年《珍珠彩衣》飾 耿立（合演：邱心志、天心、龍隆等）
  - 2001年12月《煙雨江南》飾 無相大師（合演：竇智孔、劉雪華、龍隆等）
  - 2005年10月16日～2006年1月15日《真命天女》飾 派出所所長（合演：S.H.E、郭彥均等）
  - 2006年11月8日～12月14日《剪刀石頭布》飾 韋戎平（合演：陳喬恩、王少偉、張勛杰等）
  - 2007年4月13日～6月6日《太陽的女兒》飾 尹承泰（合演：施易男、許瑋倫、林韋君等）
  - 2013年《金牌老爸》飾 徐爸爸（合演：方芳、戈偉如等）
- 中視
  - 1996年《天師鍾馗之葵花寶典》飾 秦岸北（合演：金超群、楊麗菁等）
  - 2000年《笑傲江湖》飾 劉正風（合演：姜大衛、任賢齊等）
  - 2003年5月4日《粉紅教父小甜甜》飾 陳傲夫（合演：鍾鎮濤、楊丞琳等）
  - 2006年8月15日～10月6日《白色巨塔》飾 院長-黃凱元（合演：言承旭、戴立忍等）
  - 2009年12月8日～2010年4月9日《青梅竹馬》飾 林德生（合演：郁芳、孫鵬等）
- 台視
  - 1981年《雙印傳奇》飾 吳奎 （合演：陳莎莉、尹寶蓮、曹健等）
  - 1996年《江湖小子》飾 上官一劍（合演：張衛健、焦恩俊、陳德容等）
  - 1997年《中國怪談甘羅傳奇》飾 秦始皇

（合演：林小樓、葉飛 、劉曉憶、等）
- - 2006年《神機妙算劉伯溫-第三單元-七絕陣》飾 路德博（合演：黃少祺、柯叔元等）
  - 2016年—《植劇場－荼蘼》飾 湯德剛
- 東森綜合台
  - 2018年—《高塔公主》飾 賀建明 (台視聯播)
- 民視
  - 1997年《再叫一聲爸爸》（合演：張琴、楊慶煌、趙擎、徐亨、張鳳書、何如芸、徐華鳳、陸元琪 杜滿生、田平春、傅雷、梅芳等）
  - 2002年9月10日～10月22日《移山倒海樊梨花》飾 樊洪（合演：孫翠鳳、馬景濤、崔浩然等）
  - 《台灣奇案》鹿仔港九更天 飾 趙坤山
  - 《台灣奇案》鹿仔港討命 飾 趙坤山
  - 《台灣奇案》彰化大道公 飾 知縣大人
  - 《台灣奇案》社頭十八彎古道 飾 嘉慶君
  - 《台灣奇案》社頭絲線吊銅鐘 飾 嘉慶君
  - 2012年《廉政英雄》第九單元：白道教父 飾 曾茂發
- 三立台灣台
  - 2012年《阿爸的願望》飾 光哥
- 三立都會台
  - 2004年1月25日～5月2日《雪天使》飾 齊家石（合演：ToRo、王宇婕、顏行書等）（華視聯播）
  - 2013年《真愛黑白配》(台視聯播) 飾 梁一磊
  - 2014年《喜歡·一個人》飾 傅致遠
  - 2016年《飛魚高校生》飾  校長
  - 2017年《我的愛情不平凡》(台視聯播) 飾  隊長
  - 2018年《已讀不回的戀人》(台視聯播) 飾  沈清
  - 2020年《廢財闖天關》飾 張啟宏
- 公共電視
  - 1995年 人生劇展《患難》（合演：李立群等）
  - 2009年4月11日～2009年6月27日《痞子英雄》飾 議長-范天誠（合演：周渝民、趙又廷等）華視於每週五晚上十點重播
  - 2013年《沒有名字的甜點店》飾 房東先生
  - 2020年 人生劇展《面容》飾 李雲
  - 2021年 《茶金》飾 穆老（穆桂錦）
- 大愛電視
  - 2001年1月24日《雲開見月》飾 胡天財（合演：傅雷、陸小芬等）
  - 2006年7月15日《人生旅程Ⅰ-緣》飾 副院長（合演：高捷、王琄等）
  - 2009年2月19日《千江有水千江月》飾 莊父（合演：周詠訓、孫淑媚等）
  - 2009年11月23日《醫世情》飾 葉曙
- 衛視中文台
  - 2004年《第八號當鋪（第二部）》飾 侯雷（合演：范鴻軒、天心、李志希等）
- 人間衛視
  - 2005年《觀世音 (2005年電視劇)之觀音妙緣、觀音老母、魚藍觀音》飾 孫大人（合演：龍隆、劉明、汪建民等）
- 中天電視台
  - 2011年《記得·我們有約》飾演 王爺爺
- 中华人民共和国央視
  - 1999年《人間灶王》飾 劉玉生（合演：范冰冰、方子哥等）
  - 2004年《大龍脈》飾 唐廷樞（合演：郭金、郭鑫）
  - 2005年《滇池上的月亮》飾 林清泉（合演：王美雪、郭鑫等）
- 湖南衛視
  - 2014年《不一樣的美男子》飾 越秋野 (合演: 張翰、吳映潔等 )
- - 2015年《校花的贴身高手》

### 舞台劇
- 2002年12月～03年10月《梁祝四十》飾 祝父
- 2007年3月《武松打虎》飾 武松
- 2007年5月～10月《看不見的都市》飾 忽必烈
- 2009年10月《藍與黑》
- 2010年10月～12月《婚外信行為》
- 2016年8月《暗戀桃花源》代替因病無法出演的陶傳正 飾 導演
- 2020年9月《解憂雜貨店》飾演 雜貨店爺爺
- 2025年8月~9月《解憂雜貨店》

## 新聞
- 2010年10月11日--自由時報：金鐘影帝張復建在屏風表演班舞台劇《婚外信行為》中，與身材火辣的情婦張本瑜有多場鹹溼秀，但身經百戰的張復建竟對床戲沒輒，緊張到全身緊繃，動作、淫叫聲都被導演黃毓棠嫌「不夠味」，反倒是張本渝大方的對張復建說，就比照和大嫂的方式去演。黃毓棠為讓此劇更貼近現場生活，不僅要張本瑜在台上脫內褲蹲馬桶，還和張復建在廁所有激情演出，不過，張復建似乎放不太開，就連觸摸張本瑜身體都臉紅害羞，他還透露說，和老婆結婚這麼久，彼此都沒在對方面前更衣過；張本渝身材惹火，讓張復建床戲不敢亂來。[3]

## 外部連結
- nio電視網藝人張復建相關網站 （页面存档备份，存于）
- 張復建在香港影庫上的簡介
- 台灣偶像劇場藝人張復建相關網站 （页面存档备份，存于）